# Qarāqūsh
Qarāqūsh (persiska: قَرِه قاچ, غَرَغُّش, قَراگاچ, قراقوش) är en ort i Iran.   Den ligger i provinsen Chahar Mahal och Bakhtiari, i den centrala delen av landet, 300 km söder om huvudstaden Teheran. Qarāqūsh ligger 1 961 meter över havet och antalet invånare är 114.
Terrängen runt Qarāqūsh är huvudsakligen kuperad, men åt sydväst är den platt. Qarāqūsh ligger nere i en dal. Runt Qarāqūsh är det ganska tätbefolkat, med 160 invånare per kvadratkilometer. Närmaste större samhälle är Ben, 18,1 km söder om Qarāqūsh. Trakten runt Qarāqūsh består i huvudsak av gräsmarker.